# Howl (filme)
Howl (em Portugal: Uivo) é um filme norte-americano de 2010, escrito e realizado por Rob Epstein e Jeffrey Friedman, e protagonizado por James Franco, no papel de Ginsberg. 
O filme gira em torno do poema Howl, do poeta norte-americano do século XX Allen Ginsberg,  mencionando a sua apresentação na Six Gallery bem como o julgamento por obscenidade de 1957 que originou.

## Enredo
Howl explora a vida e as obras do poeta americano do século XX, Allen Ginsberg. Construído de forma não linear, o filme justapõe eventos históricos com uma variedade de técnicas cinematográficas. Reconstrói o início da vida de Ginsberg durante as décadas de 1940 e 1950, e reproduz  a preto e branco a performance de estreia de Howl, protagonizada por Ginsberg na Six Gallery Reading, em 7 de outubro de 1955. Esta leitura foi a primeira manifestação pública importante da geração beat e ajudou a anunciar a revolução literária da Costa Oeste, que ficou conhecida como renascença de São Francisco. Além disso, partes do poema são interpretadas por meio de sequências animadas. Finalmente, estes eventos são justapostos com imagens coloridas do julgamento por obscenidade de 1957 do poeta de São Francisco e deLawrence Ferlinghetti, o cofundador da City Lights Bookstore, o primeiro a publicar Howl and Other Poems.

## Elenco
- James Franco no papel de Allen Ginsberg, uma figura central da geração beat.[3]
- Aaron Tveit no papel de Peter Orlovsky, colega poeta e parceiro de vida de Ginsberg durante mais de quarenta anos.[4]
- Jon Hamm no papel de Jake Ehrlich, proeminente advogado de defesa de Ginsberg, cujo slogan era "nunca se declare culpado" e cuja vida inspirouPerry Mason, uma série de TV. [5]
- David Strathairn no papel de Ralph McIntosh, advogado de acusação.[6]
- Alessandro Nivola no papel de Luther Nichols, crítico literário/editor de livros do San Francisco Chronicle e testemunha de defesa.
- Mary-Louise Parker no papel de Gail Potter, personalidade da rádio e testemunha de acusação.[7]
- Bob Balaban no papel do juiz Clayton W. Horn.[8]
- Jeff Daniels no papel do professor David Kirk.[9]
- Jon Prescott no papel de Neal Cassady.[10]
- Trate Williams no papel de Mark Schorer.[11]
- Todd Rotondi no papel de Jack Kerouac.
- Andrew Rogers mo papel de Lawrence Ferlinghetti.[12]

## Produção
A maior parte do filme foi rodada na cidade de Nova Iorque. A animação foi produzida por Eric Drooker, um ex-artista de rua que colaborou com Ginsberg no seu último livro de poesia, Illuminated Poems.

## Recepção
Howl recebeu uma classificação geral de aprovação de 63% dos críticos do Rotten Tomatoes, com base em 105 avaliações, com uma classificação média de 6,4/10. O consenso crítico do site diz: "James Franco dá tudo de si como poeta beat Allen Ginsberg, mas Howl nunca desenvolve um foco suficiente para fazer justiça à sua performance." No Metacritic, o filme teve uma pontuação média de 63 em 100, com base em 24 críticas, indicando "críticas geralmente favoráveis".
Roger Ebert deu ao filme três estrelas e afirmou que o ator James Franco retrata Allen Ginsberg com "contenção e cuidado".
David Edelstein, da revista New York, observou que "desde a estreia em Sundance da versão de James Franco sobre Allen Ginsberg em Howl, tenho ouvido que o filme é terrivelmente mau, o que me faz pensar que algumas das melhores mentes críticas da minha geração foram destruídas pelo cinismo. O filme... é uma homenagem emocionante de uma forma de arte (o cinema) a outra (a poesia). Utiliza o importante e paradigmático poema de Ginsberg como plataforma de lançamento e local de aterragem; o seu princípio, meio e fim. Poderíamos mencionar o termo "desconstrução", mas tal seria demasiado formal. É uma celebração, uma análise, um ensaio crítico, uma ode."
A. O. Scott, do New York Times, observou que "Howl é uma obra exemplar de crítica literária sobre cinema, explicando e contextualizando a sua fonte sem a amortecer".
Damien Magee do 702 ABC Sydney deu ao filme três estrelas e meia em cinco e argumentou que "James Franco é, numa palavra, perfeito" no papel de Ginsberg. Apesar de expressar dúvidas sobre o tom do filme, Magee insiste que "há mais do que o suficiente de qualidade em Howl para que eu o recomende vivamente".
Mick LaSalle, do San Francisco Chronicle, achou que se tratava de um filme de "paixão e ambição", mas também sugeriu que o seu "sucesso seria intermitente, na melhor das hipóteses".

## Crítica
Foi manifestado algum desalento pelo facto de uma representação de Shig Murao ter sido deixada de fora do filme. De acordo com a sua biógrafa, Patricia Wakida, Murao foi "aquele que foi realmente preso pela polícia de São Francisco por vender Howl e que realmente foi para a prisão. Ginsberg estava em Tânger e Ferlinghetti em Big Sur. Shig foi quem sofreu o impacto".

## Prémios
- Vencedor: Central Ohio Film Critics Association - ator do ano, James Franco (2011)
- Vencedor: National Board of Review, EUA - Freedom of Expression Award (2010)
- Nomeado: International Cinephile Society Awards - Melhor Filme de Animação (2011)
- Nomeado: GLAAD Media Awards - Outstanding Film - Limited Release (2011)
- Indicado: Festival Internacional de Cinema de Berlim - Golden Berlin Bear (2010)
- Indicado: Festival de Cinema de Sundance - Grande Prémio do Júri (2010)
- Nomeado: World Soundtrack Awards - Compositor de banda sonora do ano (2010)
- Nomeado: Dorian Awards - Performance do Ano, James Franco (2010)[24]